# شانون فولكنير
شانون فولكنير (بالإنجليزية: Shannon Faulkner)‏ هي أكاديمية أمريكية، ولدت في 1976 في Powdersville, South Carolina ‏ في الولايات المتحدة.